# Quem Fica em Pé?
Quem Fica em Pé? es un programa de concursos brasilero presentado por José Luiz Datena en Rede Bandeirantes desde 9 de abril de 2012.